# Leichtathletik-Europameisterschaften 2012/400 m der Männer

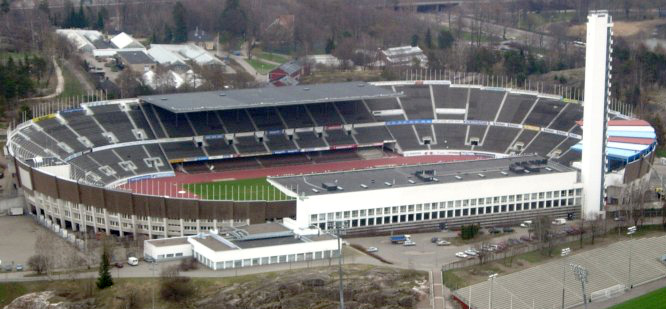
Das Olympiastadion Olympiastadion Helsinki im Jahr 2005

Der 400-Meter-Lauf der Männer bei den Leichtathletik-Europameisterschaften 2012 wurde vom 27. bis 29. Juni 2012 im Olympiastadion der finnischen Hauptstadt Helsinki ausgetragen.
Europameister wurde der Tscheche Pavel Maslák. Silber ging an den Ungarn Marcell Deák Nagy. Der Franzose Yannick Fonsat belegte Rang drei.

## Rekorde

### Bestehende Rekorde
| Weltrekord           | 43,18 s | Michael Johnson  | WM Sevilla, Spanien | 26. August 1999   |
| Europarekord         | 44,33 s | Thomas Schönlebe | WM Rom, Italien     | 3. September 1987 |
| Meisterschaftsrekord | 44,52 s | Iwan Thomas      | EM Budapest, Ungarn | 21. August 1998   |

Der bestehende EM-Rekord wurde bei diesen Europameisterschaften nicht erreicht. Die Marke von 45 Sekunden wurde nicht unterboten. Die schnellste Zeit erzielte der tschechische Europameister Pavel Maslák im Finale mit 45,24 s, womit er 72 Hundertstelsekunden über dem Rekord blieb. Zum Europarekord fehlten ihm 91 Hundertstelsekunden, zum Weltrekord 2,06 s.

### Rekordverbesserung
Es wurde ein neuer Landesrekord aufgestellt:

45,88 s – Jānis Leitis (Lettland), drittes Halbfinale am 28. Juni

## Legende
Kurze Übersicht zur Bedeutung der Symbolik – so üblicherweise auch in sonstigen Veröffentlichungen verwendet:
| DSQ | disqualifiziert                |
| IWR | Internationale Wettkampfregeln |
| TR  | Technische Regeln              |

## Vorrunde
27. Juni 2012
Die Vorrunde wurde in fünf Läufen durchgeführt. Die ersten vier Athleten pro Lauf – hellblau unterlegt – sowie die darüber hinaus vier zeitschnellsten Läufer – hellgrün unterlegt – qualifizierten sich für das Halbfinale.

### Vorlauf 1

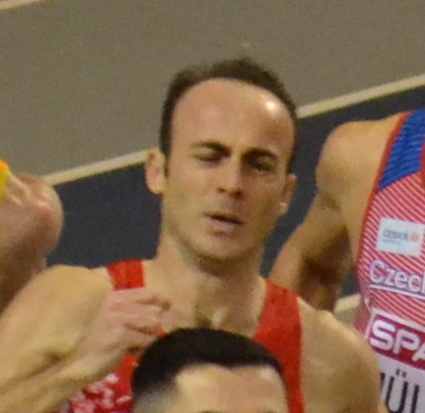
Yavuz Can wurde in seinem Vorlauf disqualifiziert
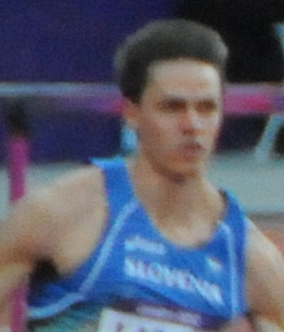
Brent LaRue – ebenfalls disqualifiziert

| Platz | Name             | Nation     | Zeit (s)                         |
| ----- | ---------------- | ---------- | -------------------------------- |
| 1     | Brian Gregan     | Irland     | 45,63                            |
| 2     | Pavel Maslák     | Tschechien | 45,87                            |
| 3     | Kacper Kozłowski | Polen      | 46,30                            |
| 4     | Mark Ujakpor     | Spanien    | 47,07                            |
| DSQ   | Yavuz Can        | Türkei     | IWR 163, TR17.3.1 Bahnübertreten |
| DSQ   | Brent LaRue      | Slowenien  | IWR 163, TR17.3.1 Bahnübertreten |
| DSQ   | Ville Wendelin   | Finnland   | IWR 163, TR17.3.1 Bahnübertreten |

### Vorlauf 2
| Platz | Name              | Nation         | Zeit (s) |
| ----- | ----------------- | -------------- | -------- |
| 1     | Richard Buck      | Großbritannien | 45,83    |
| 2     | Jānis Leitis      | Lettland       | 45,92    |
| 3     | Johan Wissman     | Schweden       | 46,43    |
| 4     | Antoine Gillet    | Belgien        | 46,62    |
| 5     | Lorenzo Valentini | Italien        | 46,64    |
| 6     | Piotr Wiaderek    | Polen          | 46,86    |
| 7     | Roberto Briones   | Spanien        | 47,20    |
| 8     | Kristijan Efremov | Mazedonien     | 48,80    |

### Vorlauf 3

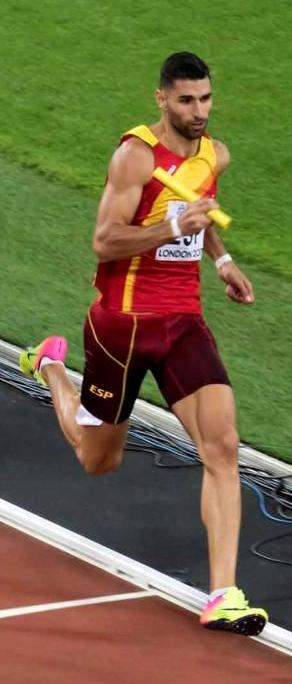
Samuel García – disqualifiziert

| Platz | Name              | Nation         | Zeit (s)                         |
| ----- | ----------------- | -------------- | -------------------------------- |
| 1     | Donald Sanford    | Israel         | 45,90                            |
| 2     | Marcell Deák Nagy | Ungarn         | 46,19                            |
| 3     | Krasimir Braikov  | Bulgarien      | 46,20                            |
| 4     | Daniel Němeček    | Tschechien     | 46,61                            |
| 5     | Halit Kılıç       | Türkei         | 47,91                            |
| DSQ   | Samuel García     | Spanien        | IWR 163, TR17.3.1 Bahnübertreten |
| DSQ   | Luke Lennon-Ford  | Großbritannien | IWR 163, TR17.3.1 Bahnübertreten |

### Vorlauf 4

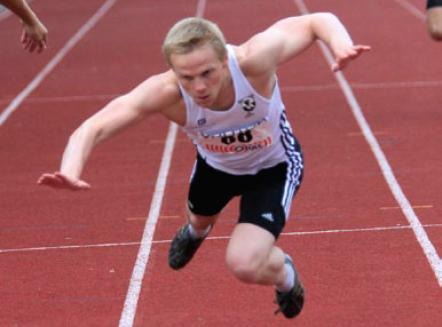
Trausti Stefánsson lag in seinem Vorlauf deutlich zurück und schied damit aus

| Platz | Name               | Nation      | Zeit (s) |
| ----- | ------------------ | ----------- | -------- |
| 1     | Yannick Fonsat     | Frankreich  | 45,92    |
| 2     | Marco Vistalli     | Italien     | 45,98    |
| 3     | Eric Krüger        | Deutschland | 46,33    |
| 4     | Jente Bouckaert    | Belgien     | 46,37    |
| 5     | Jan Tesař          | Tschechien  | 46,75    |
| 6     | Sorin Vatamanu     | Rumänien    | 47,50    |
| 7     | Trausti Stefánsson | Island      | 48,17    |

### Vorlauf 5

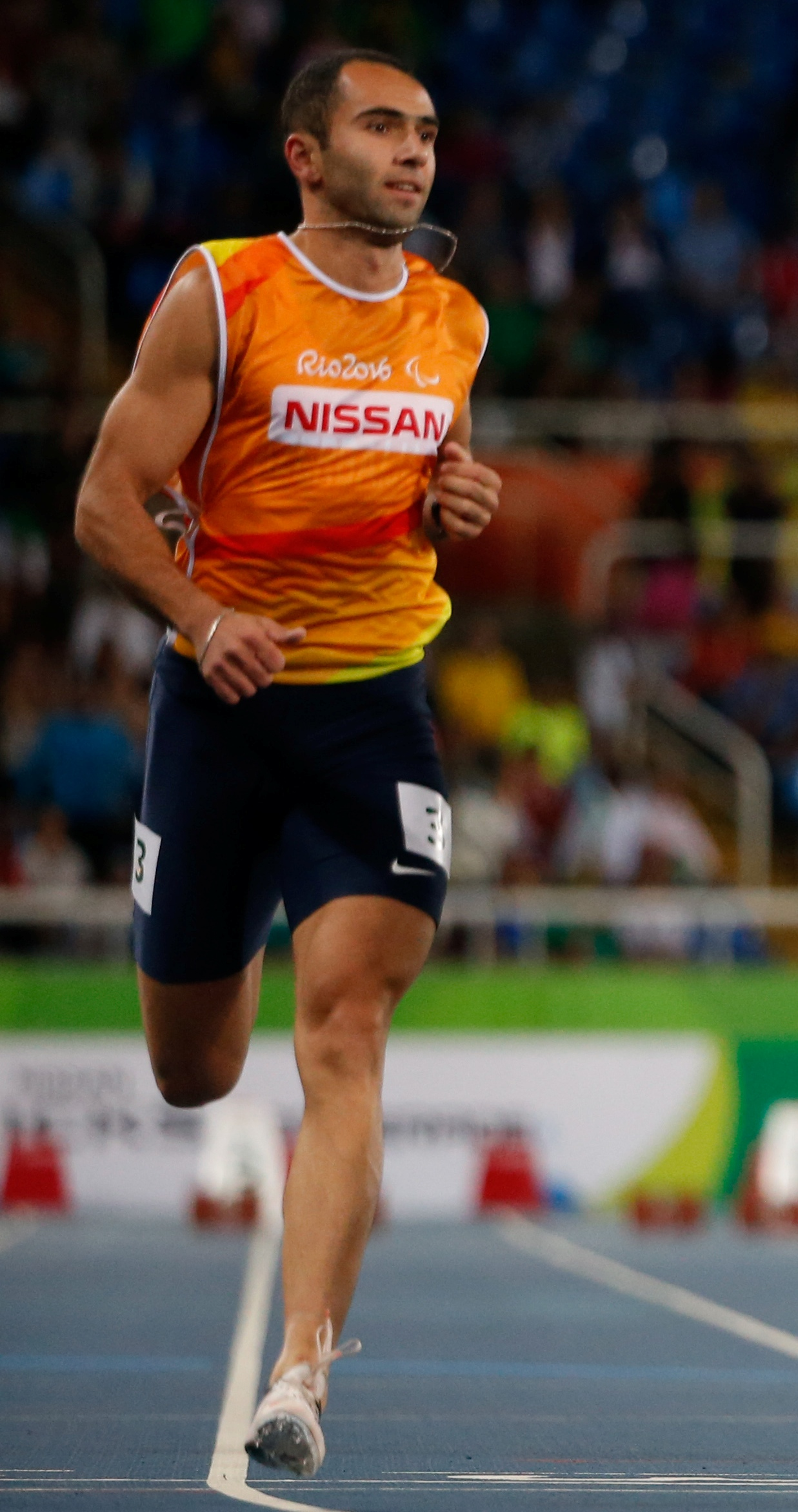
Hakim Ibrahimov verpasste den Einzug in die nächste Runde um einen Rang
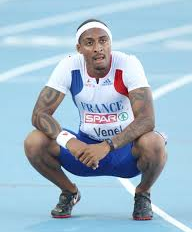
Teddy Venel – disqualifiziert im fünften Vorlauf

| Platz | Name                   | Nation        | Zeit (s)                           |
| ----- | ---------------------- | ------------- | ---------------------------------- |
| 1     | Mehmet Güzel           | Türkei        | 0046,21                            |
| 2     | Marcin Marciniszyn     | Polen         | 0046,47                            |
| 3     | Nick Ekelund-Arenander | Dänemark      | 0046,78                            |
| 4     | Lew Mossin             | Russland      | 0047,39                            |
| 5     | Hakim Ibrahimov        | Aserbaidschan | 0047,47                            |
| 6     | Jonathon Lavers        | Gibraltar     | 0050,23                            |
| 7     | Fabian Haldner         | Liechtenstein | 0050,77                            |
| DSQ   | Teddy Venel            | Frankreich    | IWR 163, TR17.3.1 – Bahnübertreten |

## Halbfinale
28. Juni 2012
Aus den drei Halbfinalläufen qualifizierten sich die jeweils ersten beiden Athleten – hellblau unterlegt – sowie die darüber hinaus zwei zeitschnellsten Läufer – hellgrün unterlegt – für das Finale.

### Lauf 1

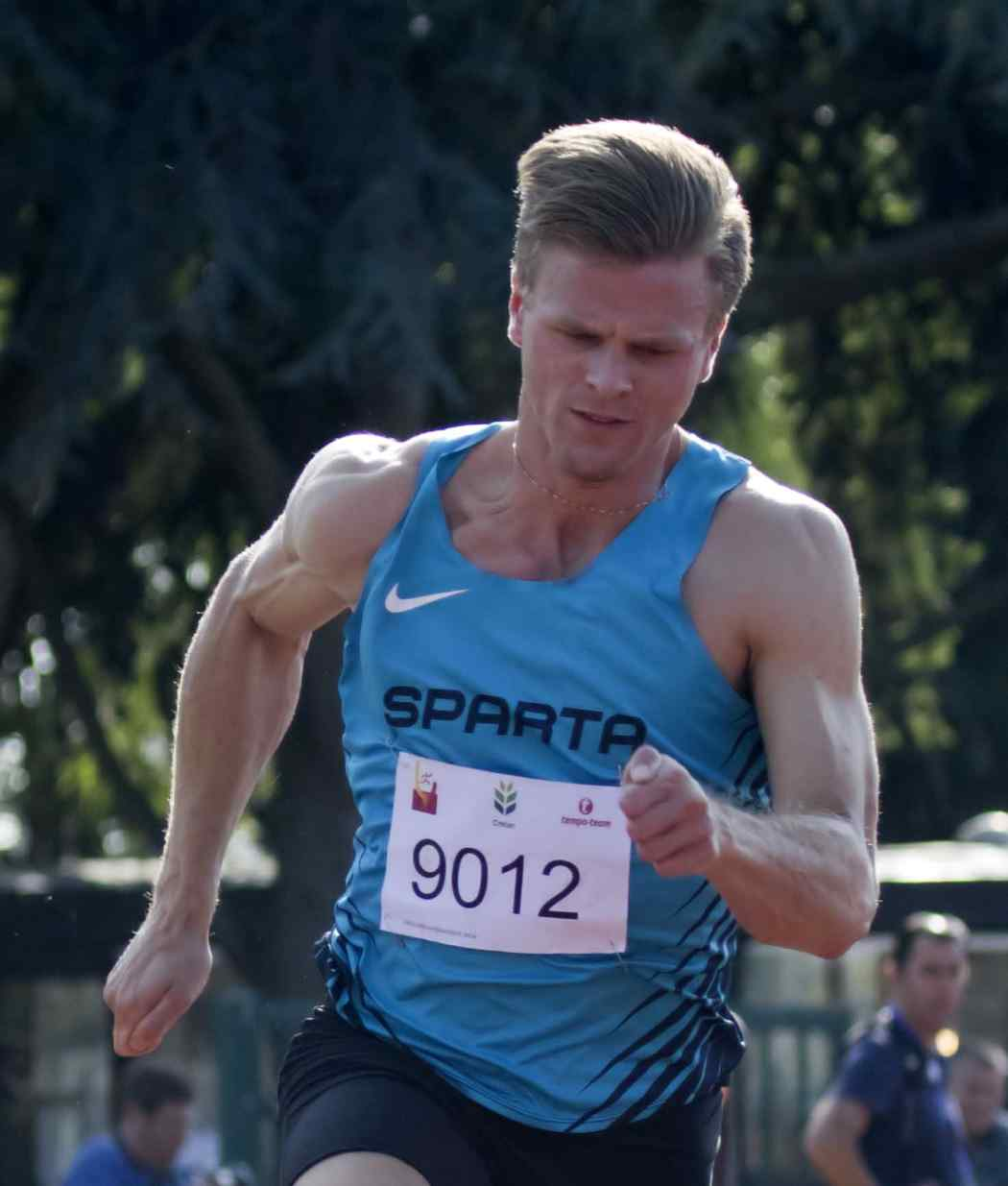
Nick Ekelund-Arenander erreichte als Fünfter seines Halbfinalrennens nicht das Finale
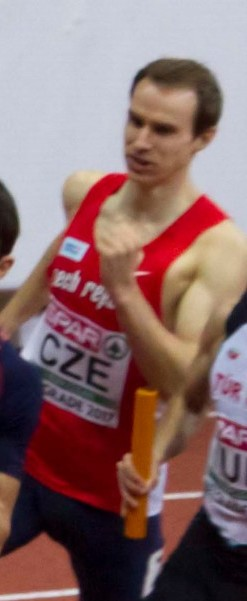
Jan Tesař blieb im Halbfinale über 47 Sekunden und schied damit aus
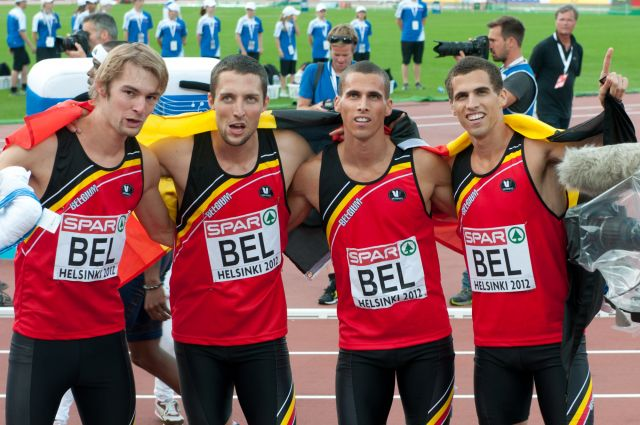
Jente Bouckaert (hier ganz links mit der belgischen Staffel) wurde im Semifinale disqualifiziert

| Platz | Name                   | Nation     | Zeit (s)                           |
| ----- | ---------------------- | ---------- | ---------------------------------- |
| 1     | Marcell Deák Nagy      | Ungarn     | 0045,68                            |
| 2     | Donald Sanford         | Israel     | 0045,77                            |
| 3     | Yannick Fonsat         | Frankreich | 0045,78                            |
| 4     | Marcin Marciniszyn     | Polen      | 0045,88                            |
| 5     | Nick Ekelund-Arenander | Dänemark   | 0046,57                            |
| 6     | Lorenzo Valentini      | Italien    | 0046,96                            |
| 7     | Jan Tesař              | Tschechien | 0047,27                            |
| DSQ   | Jente Bouckaert        | Belgien    | IWR 163, TR17.3.1 – Bahnübertreten |

### Lauf 2

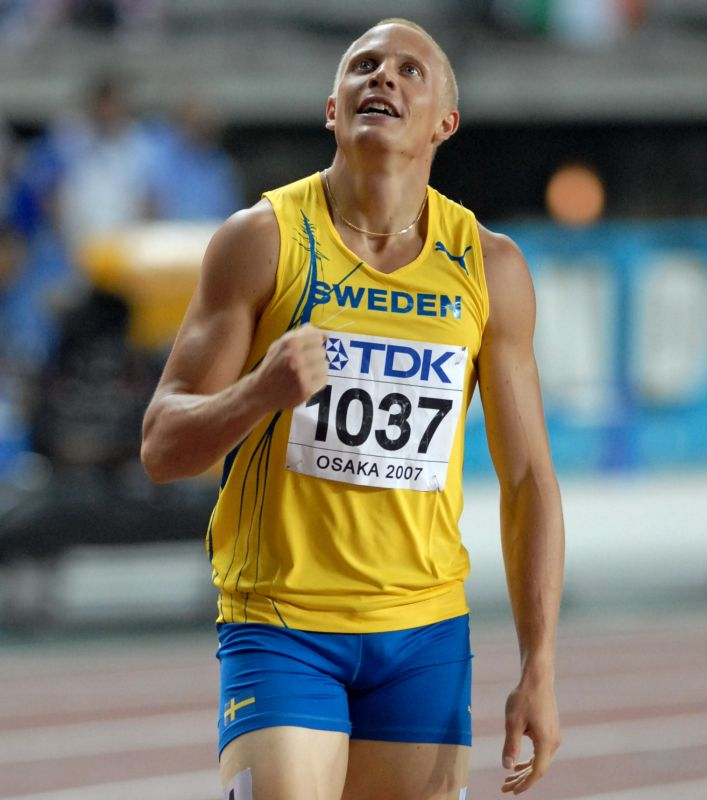
Johan Wissman verpasste das Finale nur um einen Platz

| Platz | Name             | Nation         | Zeit (s)                           |
| ----- | ---------------- | -------------- | ---------------------------------- |
| 1     | Marco Vistalli   | Italien        | 0046,01                            |
| 2     | Richard Buck     | Großbritannien | 0046,13                            |
| 3     | Johan Wissman    | Schweden       | 0046,35                            |
| 4     | Piotr Wiaderek   | Polen          | 0046,45                            |
| 5     | Mehmet Güzel     | Türkei         | 0046,46                            |
| 6     | Krasimir Braikov | Bulgarien      | 0046,62                            |
| 7     | Roberto Briones  | Spanien        | 0047,56                            |
| DSQ   | Daniel Němeček   | Tschechien     | IWR 163, TR17.3.1 – Bahnübertreten |

### Lauf 3

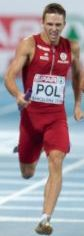
Kacper Kozłowski erreichte als Vierter des dritten Halbfinales nicht den Endlauf
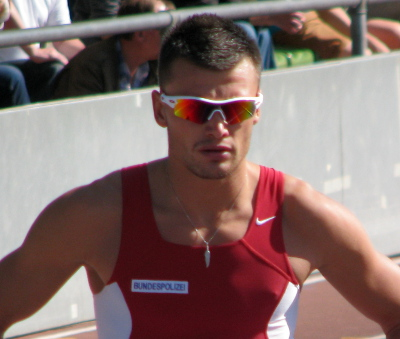
Eric Krüger kam in seinem Semifinalrennen auf den fünften Platz und schied damit aus
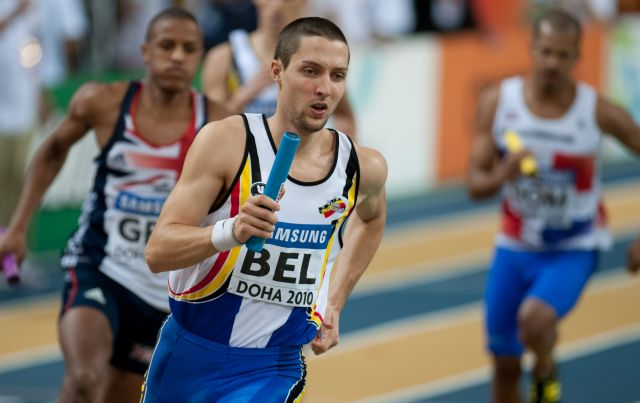
Antoine Gillet (hier als Führender in einem Staffelrennen) scheiterte im Halbfinale
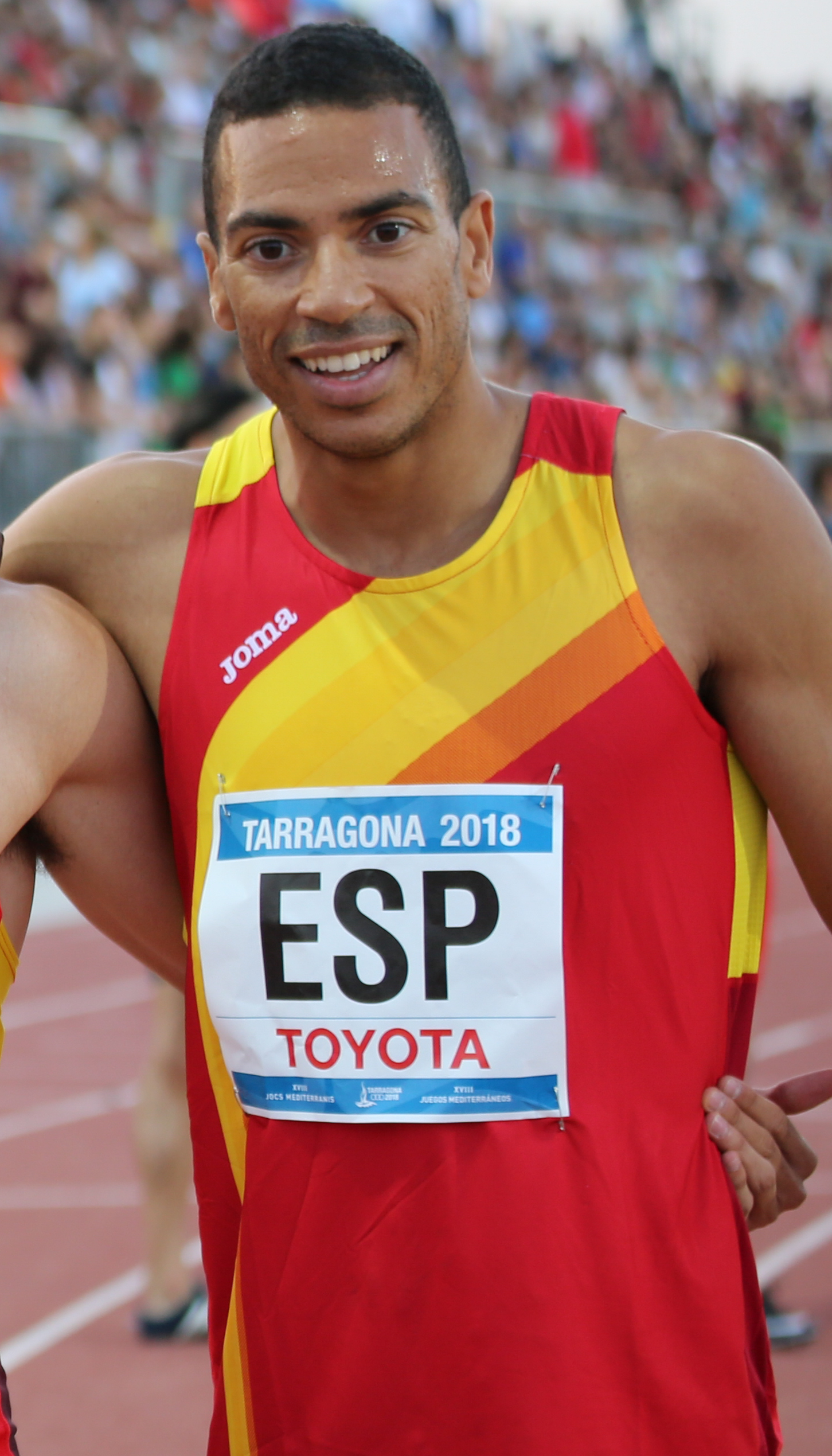
Mark Ujakpor wurde Achter in seinem Halbfinallauf und war im Finale nicht dabei

| Platz | Name             | Nation      | Zeit (s) |
| ----- | ---------------- | ----------- | -------- |
| 1     | Pavel Maslák     | Tschechien  | 45,66    |
| 2     | Brian Gregan     | Irland      | 45,76    |
| 3     | Jānis Leitis     | Lettland    | 45,88 NR |
| 4     | Kacper Kozłowski | Polen       | 46,54    |
| 5     | Eric Krüger      | Deutschland | 46,68    |
| 6     | Lew Mossin       | Russland    | 46,77    |
| 7     | Antoine Gillet   | Belgien     | 47,15    |
| 8     | Mark Ujakpor     | Spanien     | 47,27    |

## Finale
29. Juni 2012, 21:25 Uhr
| Platz | Name               | Nation         | Zeit        |
| ----- | ------------------ | -------------- | ----------- |
| 1     | Pavel Maslák       | Tschechien     | 45,24 s     |
| 2     | Marcell Deák Nagy  | Ungarn         | 45,52 s     |
| 3     | Yannick Fonsat     | Frankreich     | 45,82 s     |
| 4     | Donald Sanford     | Israel         | 45,91 s     |
| 5     | Richard Buck       | Großbritannien | 45,92 s     |
| 6     | Brian Gregan       | Irland         | 46,04 s     |
| 7     | Marcin Marciniszyn | Polen          | 46,46 s     |
| 8     | Marco Vistalli     | Italien        | 4:04,20 min |

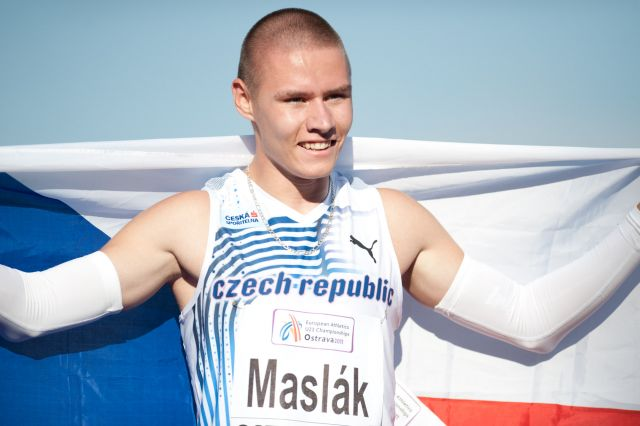
Europameister Pavel Maslák

Der Italiener Marco Vistalli brach seinen Lauf vermutlich wegen eines Krampfs ab, setzte sein Rennen jedoch gehend fort und erreichte das Ziel nach mehr als vier Minuten.

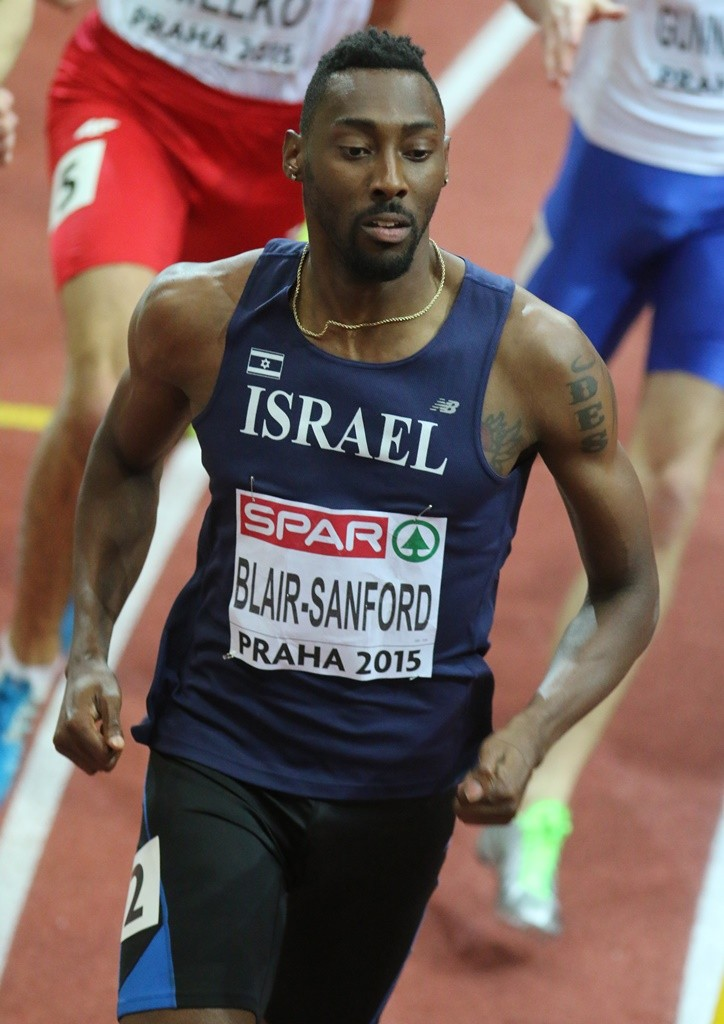
Donald Sanford erreichte Platz vier
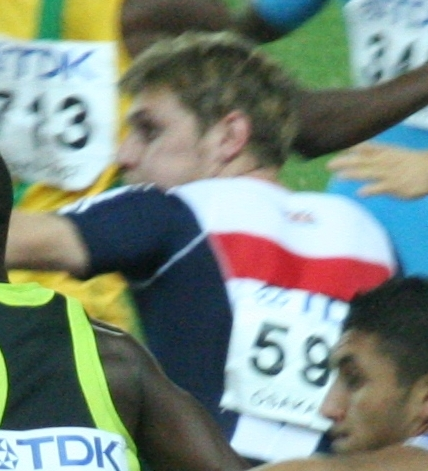
Richard Buck kam auf den fünften Platz
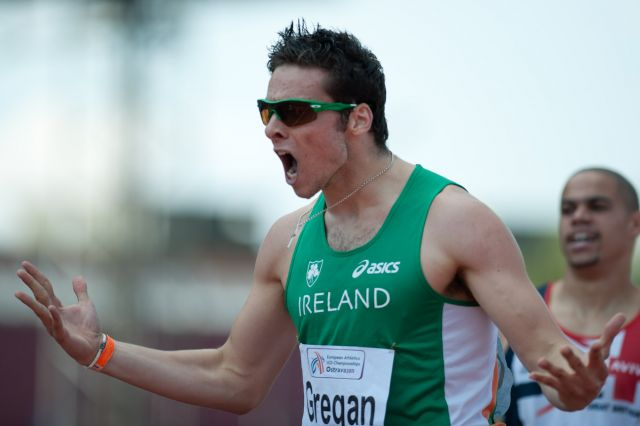
Brian Gregan belegte Rang sechs

## Videolink
- Pavel MASLÁK 45.24 - 400m European Athletics Championships Helsinki 2012 MIR-LA.com, youtube.com, abgerufen am 24. Februar 2023